# Rio Tavares
Rio Tavares är ett samhälle i Brasilien.   Det ligger i kommunen Florianópolis och delstaten Santa Catarina, i den södra delen av landet, 1 300 km söder om huvudstaden Brasília. Rio Tavares ligger 10 meter över havet och antalet invånare är 2 600. Det ligger på ön Ilha de Santa Catarina.
Terrängen runt Rio Tavares är kuperad åt nordväst, men österut är den platt. Havet är nära Rio Tavares åt sydost. Trakten är tätbefolkad. Närmaste större samhälle är Florianópolis, 9,1 km nordväst om Rio Tavares. 
I omgivningarna runt Rio Tavares växer i huvudsak städsegrön lövskog.